# Dilek Öcalan
Dilek Öcalan (Halfeti, 3 d'octubre de 1987) és una política kurda del Partit Democràtic del Poble (HDP) que va exercir de membre del Parlament del districte electoral turc de Şanlıurfa del 2015 al 2018. És neboda d'Abdullah Öcalan, el líder empresonat del Partit dels Treballadors del Kurdistan (PKK).

## Biografia
Öcalan va néixer el 3 d'octubre de 1987 a Halfeti, essent filla de Fatma Öcalan, germana del líder del PKK, Abdullah Öcalan. És graduada universitària en turisme. El 23 de desembre de 2013, va visitar el seu oncle a la presó d'Imralı i es va fer coneguda pels mitjans de comunicació després de fer una roda de premsa on explicà la conversa mantinguda.
Öcalan va entrar en política el 2012, un any abans de conèixer el seu oncle a l'illa d'Imralı. Durant el tercer congrés del Partit de la Pau i la Democràcia (BDP), va ser elegida a l'executiva del partit mentre el partit va canviar el seu nom a Partit de les Regions Democràtiques (DBP) i va adoptar una relació fraterna amb el Partit Democràtic del Poble.
La candidatura d'Öcalan per a convertir-se en membre del Parlament va ser polèmica a causa de l'oposició dels nacionalistes turcs. No obstant això, va ser presentada com a candidata de l'HDP al districte electoral de Şanlıurfa, essent la segona a la llista del partit. Posteriorment, va ser escollida a les eleccions legislatives turques de juny de 2015 per a convertir-se en una de les diputades més joves del nou Parlament, fet que va comportar que fos nomenada membre del consell portaveu provisional fins que es pogués elegir un nou consell al juliol. A les eleccions legislatives turques de novembre de 2015, Öcalan va ser reelegida com a diputada.
L'1 de febrer de 2017 es va dictar una ordre de detenció contra Öcalan, fet pel qual va ser detinguda el 7 de febrer i alliberada el mateix dia. Després va deixar Turquia i va marxar a l'exili. L'1 de març de 2018 va ser condemnada a dos anys i sis mesos de presó per «difondre propaganda terrorista» pel seu discurs en un funeral.